# Краскопульт

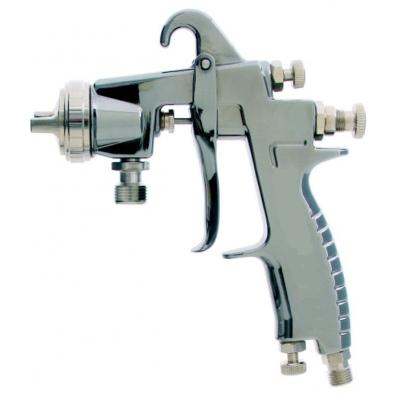
Окрасочный пистолет (краскопульт) для пневматического распыления.

Краскопульт или Окрасочный пистолет или Краскораспылитель является важным и точным инструментом технологии покраски, от работы которого в первую очередь зависят качество получаемого лакокрасочного покрытия и экономичность расходования лакокрасочного материала. Удобное расположение пистолета в руке, легкость включения, наличие всех необходимых регуляторов и простой доступ к ним, использование в конструкции коррозионностойких и износостойких материалов, наличие ЗИП позволяют применять краскопульт в течение длительного времени без ремонта и замены ремкомплекта.
Краскопульт значительно облегчает выполнение покраски, и служит лучшей возможностью провести работы, как простыми акриловыми красками, металликами, так и другими лакокрасочными материалами. Краскопульт примечателен тем, что помогает маляру нанести краску или лак равномерным слоем.

## Конструкция
Конструкция краскопультов может быть различной. В общем виде она должна удовлетворять следующим требованиям:
- краскопульт должен быть легким, центр тяжести и форма рукоятки должны быть таковы, чтобы утомляемость маляра при работе была минимальной
- детали головки краскопульта — материальное сопло и запорная игла — должны обладать высокими антикоррозионными свойствами и износостойкостью
- распылительная головка должна иметь несколько типоразмеров с различным диаметром отверстия материального сопла

## Методы распыления
Существуют электрические и ручные типы краскораспылителей, которые работают по трём основным технологиям:
- Безвоздушное распыление
- Пневматическое распыление
- Комбинированное распыление

Преимущества безвоздушного и комбинированного методов распыления:
- высокая производительность труда
- широкий по вязкости спектр наносимых материалов
- экономия материала
- пониженное туманообразование
- мобильность маляра
- экологичность

Ограничения безвоздушного метода:
- сложность получения глянцевых покрытий
- ЛКМ должен быть чистым, частицы до 100 мкм
- электронный стабилизатор
- сравнительно высокая стоимость аппарата
- потенциально повышенная травмоопасность
- нужен специальный навык и квалификация

Покраска осуществляется с помощью различных светильников:
- покраска под малярную лампу — под острым углом мягко, но эффективно освещает рабочую поверхность, позволяет видеть и устранять дефекты, изъяны и неровности в моменте, то есть ускоряет работу, но не ослепляет мастера;
- покраска под прожектор — более кустарный способ работы, больше подходящий для поверхностей и помещений, где качество наносимого слоя не важно;
- покраска под линейные светильники предназначена для покраски автомобилей и их деталей.

Самый простой инструмент, в котором легко разобраться даже новичку — это ручной краскораспылитель. Его главными достоинствами и отличиями от других аппаратов являются: высокая надежность эксплуатации, простота в применении и невысокая цена. Этот краскораспылитель можно охарактеризовать, как простой пневматический насос с шлангом и клапанами. И не отличается какими-то особенными тонкостями, он — прост и доступен даже для неподготовленного мастера. Но, как правило, применим для водных красок, производительность труда невысока. Покраска краскопультом в этом случае будет не самого высокого качества, но находится на приемлемом уровне.
Пневматическое распыление основано на применении сжатого воздуха. В отличие от ручного распыления наличие пневматики требует уже некоторого опыта в обращении. Краска наносится под давлением сжатого воздуха.

## Тип подачи материала и расположение окрасочной ёмкости
В зависимости от способа подачи лакокрасочного материала (ЛКМ) к распылительной головке краскопульты (окрасочные пистолеты) делятся на четыре типа:
- с подачей ЛКМ из верхнего красконаливного стакана (краскопульты с верхним бачком), обладает лучшей пропускной способностью при повышенной вязкости материала.
- с подачей ЛКМ из нижнего красконаливного стакана (краскопульты с нижним бачком), рекомендован для окраски больших деталей, например боковины грузового фургона или целиком кузова автомобиля однородными эмалями одного цвета.
- с подачей ЛКМ под давлением из системы подачи ЛКМ (красконагнетательный бак, подающий насос, централизованная краскоподача) (краскопульты с принудительной подачей). Способ приемлем там, где в течение длительного времени проводится окраска большого объёма деталей одним цветом.
- С боковым расположением красочной ёмкости — значительным плюсом можно назвать его универсальность применения так как вращающееся присоединение позволяет работать как с вертикальными поверхностями, так и потолочными, краска при этом не выльется в лицо.